# Ротрист
Ротрист (нем. Rothrist) — коммуна в Швейцарии, в кантоне Аргау.
Входит в состав округа Цофинген.  Население составляет 9152 человек (на 31 декабря 2019 года). Официальный код  —  4282.

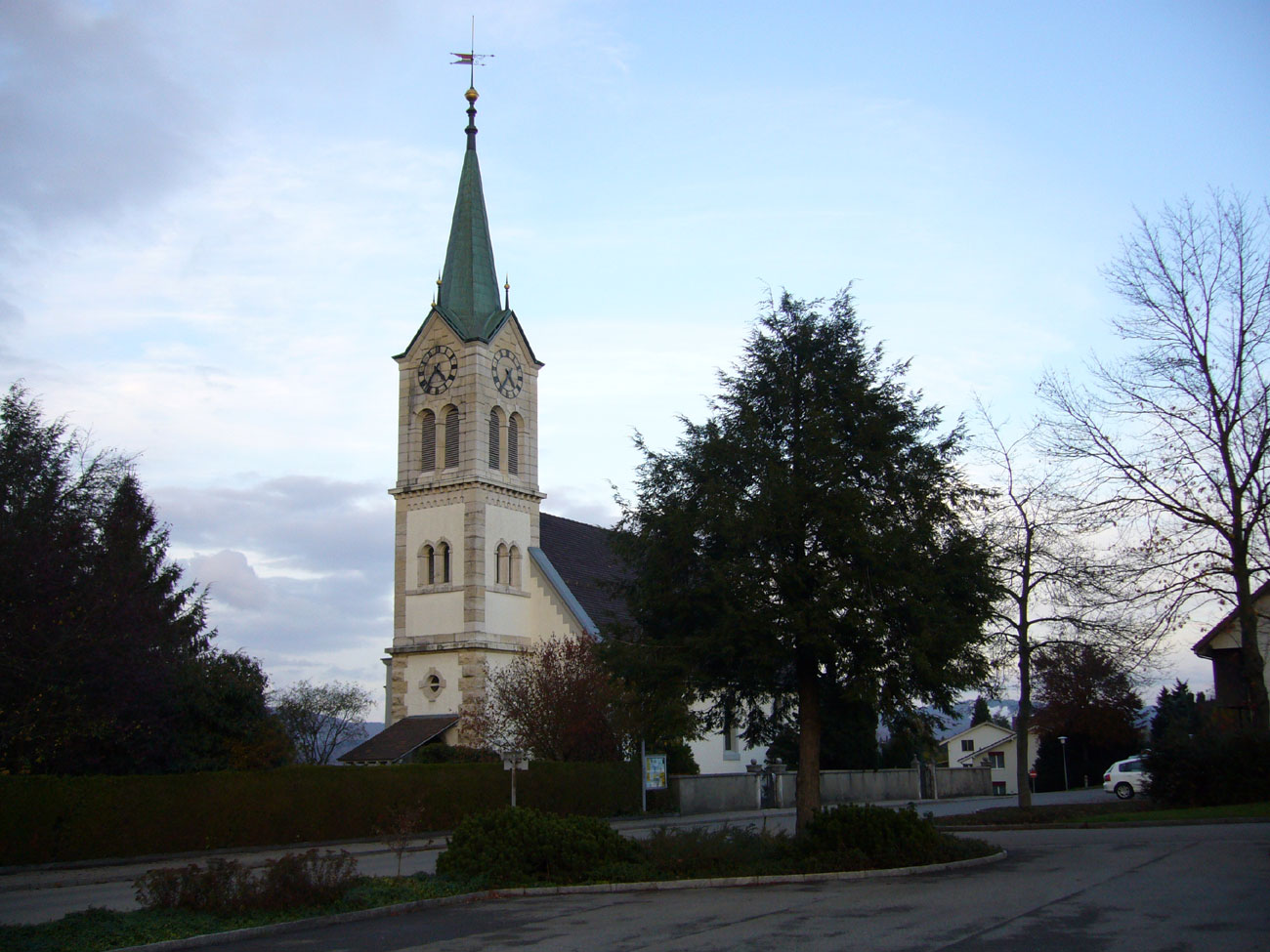
Церковь

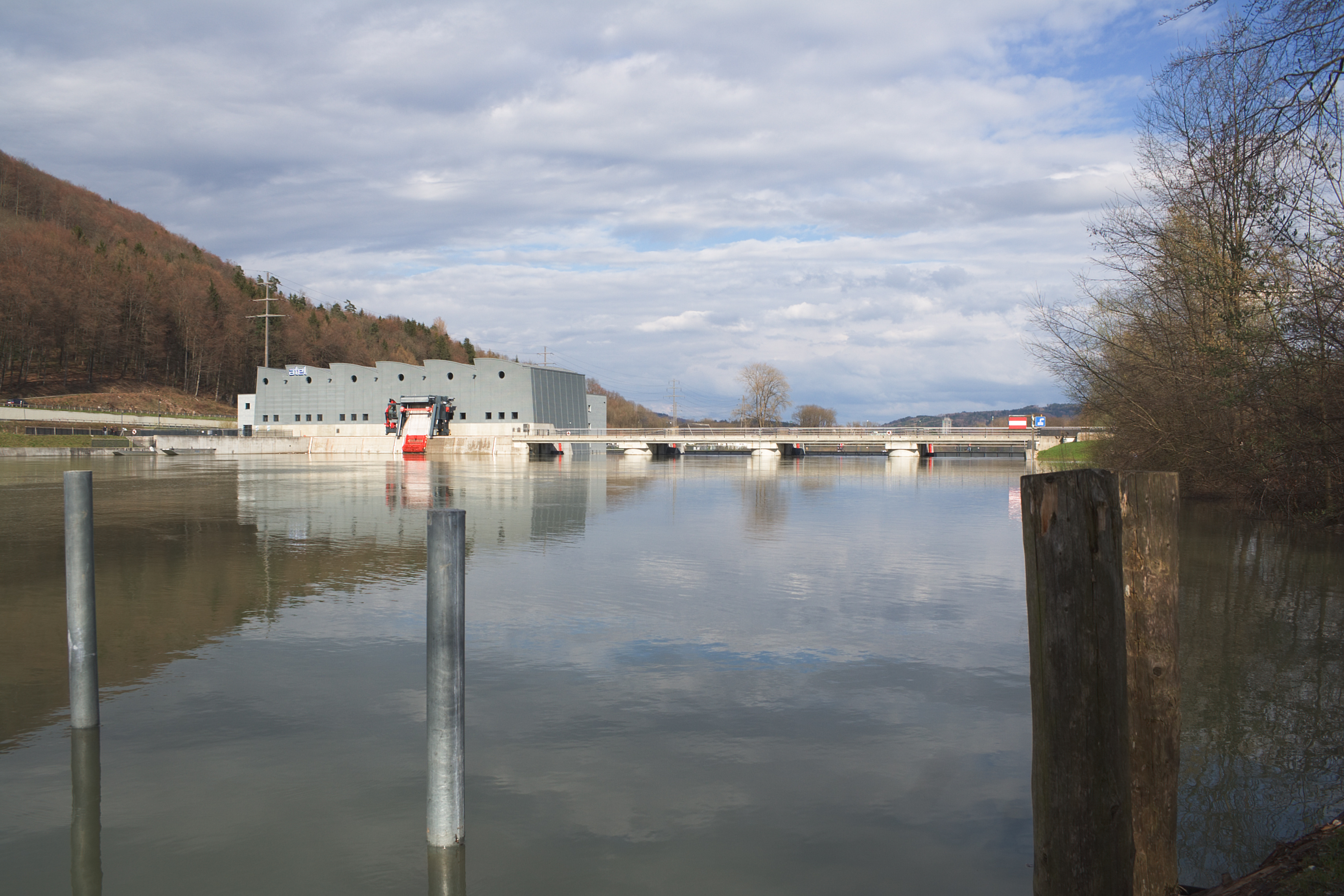
Ротрист